# EC 1.17.4
La EC 1.17.4 è una sotto-sottoclasse della classificazione EC relativa agli enzimi. Si tratta di una sottoclasse delle ossidoreduttasi che include enzimi che agiscono su gruppi CH o CH2 con disolfuro come accettore di elettroni.

## Enzimi appartenenti alla sotto-sottoclasse
| numero EC   | nome accettato                                    |
| ----------- | ------------------------------------------------- |
| EC 1.17.4.1 | ribonucleoside-difosfato reduttasi                |
| EC 1.17.4.2 | ribonucleoside-trifosfato reduttasi               |
| EC 1.17.4.3 | 4-idrossi-3-metilbut-2-en-1-ile difosfato sintasi |